# Верхнесерогозский сельский совет
Верхнесерогозский сельский совет (укр. Верхньосірогозька сільська рада) — входит в состав
Нижнесерогозского района
Херсонской области
Украины.
Административный центр сельского совета находится в 
с. Верхние Серогозы.

## История
- 1820 — дата образования.

## Населённые пункты совета
- с. Верхние Серогозы